# Khoai tây nữ Công tước
Khoai tây nữ Công tước hay còn gọi là Khoai tây nữ Bá tước (tiếng Anh: Duchess(e) potatoes) (tiếng Pháp: pommes de terre duchesse) được làm từ hỗn hợp nghiền nhuyễn của khoai tây nghiền và lòng đỏ trứng, bơ, muối, hạt tiêu, và hạt nhục đậu khấu, sử dụng túi bóp kem hoặc nặn tay thành các hình dạng khác nhau và sau đó nướng ở 245 °C (475 °F) cho đến khi vàng. Đây một món ăn điển hình của ẩm thực Pháp.